# Rhagodes melanus
Rhagodes melanus es una especie de arácnido  del orden Solifugae de la familia Rhagodidae.

## Distribución geográfica
Se distribuye por Argelia e Israel.